# Apollonias barbujana
Apollonias barbujana är en lagerväxtart. Apollonias barbujana ingår i släktet Apollonias och familjen lagerväxter.
Trädet är städsegrön och blir upp till 25 meter högt. De glänsande bladen har en längd av 5 till 15 cm. På bladen finns ofta gallbildningar som orsakas av kvalster från släktet Eriophyes. Blommorna är ungefär 1 cm långa och de har gulvita kronblad. Artens 1 till 2 cm lång frukt liknar en oliv i utseende.
Arten förekommer på Kanarieöarna (saknas på Fuerteventura och Lanzarote) och på Madeira. Trädet växer i låglandet och i bergstrakter upp till 1200 meter över havet. Apollonias barbujana ingår i skogar med andra lagerväxter och ibland med andra träd. Den föredrar klippiga mark och torrare delar av skogen.
Det mörka träet från arten fick namnet "Kanarieöarnas ebenholts" och det används för produktionen av olika föremål.
Beståndet minskade på grund av intensivt bruk av träet och på grund av landskapsförändringar. Skogarna där arten ingår påverkas negativ av introducerade växter som Acacia mearnsii. Trots hoten betraktas den kvarvarande populationen som stabil. IUCN listar arten som livskraftig (LC).

## Underarter
Arten delas in i följande underarter:
- A. b. barbujana
- A. b. ceballosi